# Eliziane Gama
Eliziane Pereira Gama Ferreira (Araguanã o Monção,27 de febrero de 1977) es una periodista y política brasileña, afiliada al PPS. En 2010, fue elegida diputada estadual de Maranhão, por segundo mandato consecutivo.
Eliziane Gama fue candidata a la Prefectura de São Luís , en las elecciones municipales de 2012 y terminó en 3° término con el 13,81 % de los votos.
En 2014, fue elegida diputada federal, con 133.575 votos, cerca del 4,34 %.